# Uniunea Populară Maghiară
Uniunea Populară Maghiară (în maghiară Magyar Népi Szövetség, acronim MNSZ) a fost continuatoarea, după 23 august 1944, a MADOSZ-ului (Uniunea Oamenilor Muncii Maghiari din România) din perioada interbelică. Încă din 6 octombrie 1944, U.P.M.-ul a aderat la Platforma Frontului Național Democrat, documentul fiind semnat de Alexandru Dávid și Gyárfás Kurkó. Deși Uniunea nu a intrat în guvernul de coaliție al lui Petru Groza, instaurat la 6 martie 1945, ea era în strânse legături cu P.C.R.